# Scotargus
Scotargus là một chi nhện trong họ Linyphiidae.